# سد راندنیگالا
سد راندنیگالا (به لاتین: Randenigala Dam) یک منطقهٔ مسکونی در سری‌لانکا است که در Rantembe, Central Province (Sri Lanka) واقع شده‌است.